# 龚锦堂
龔錦堂（1939年—2023年1月1日），廣東廣州人，中國話劇及電視演員。1958年進入羊城話劇團（後廣州話劇團前身），接受戲劇表演培訓，之後長期從事話劇演出，代表作品包括《奪印》《千萬不要忘記》等。1980年代起開始參演影視劇，曾出演《少年包青天》等作品。
2000年起，他在長壽電視情景劇《外來媳婦本地郎》中飾演「康伯」一角，該劇累計超過四千集，他亦因該角色廣為觀眾熟悉。晚年因健康問題逐步淡出劇組，2023年1月1日於廣州逝世，享年83歲。

## 經歷
龔錦堂1939年出生於廣東省廣州市。1958年，他在就讀高中期間報考羊城話劇團，經考核錄取後開始接受舞台表演、台詞發聲、角色塑造等專業培訓。當時羊城話劇團是廣州乃至華南地區的重要話劇演出機構，他在團中不僅累積演出經驗，也參與劇團到省內各地巡演，向基層觀眾推廣話劇藝術。
1960年代至1980年代，龔錦堂在廣州話劇團（羊城話劇團更名後）持續從事話劇創作，主演了《奪印》《千萬不要忘記》《紅岩》等現實主題劇目，並多次在省市文化活動中獲得演出獎勵。他的表演以生活化、貼近角色聞名，常被安排飾演性格鮮明的長輩或樸實市民形象。
1980年代中期，廣東電視劇產業起步，龔錦堂開始嘗試參與影視劇拍攝，從話劇舞台轉向電視屏幕，拓展演藝路線。他先後出演了包括《少年包青天》等劇集在內的多部影視作品，儘管多為配角，但以穩健的表演風格獲得導演與觀眾的肯定。
2000年，廣東電視台製作的情景喜劇《外來媳婦本地郎》開播，龔錦堂受邀參演並擔綱康家家長「康伯」角色。該劇以廣州家庭生活為背景，播出後受到當地觀眾喜愛，成為中國大陸播出集數最多的情景喜劇之一，累計已超4000集。龔錦堂憑「康伯」一角獲得廣泛認知，成為劇中標誌性人物 。
隨著年齡增長，2010年代後期，龔錦堂的健康狀況逐漸下滑。劇組安排「康伯」因年事已高入住養老院作為劇情交代，他也因此減少拍攝工作，逐步退出演出。2023年1月1日，龔錦堂在廣州逝世，享年83歲。消息由其劇中搭檔虎艷芬在社交平台發佈後，引起觀眾與粵語影視圈關注並表達悼念。